# 希里尤尔
希里尤尔（Hiriyur），是印度卡纳塔克邦Chitradurga县的一个城镇。总人口48772（2001年）。

## 人口
该地2001年总人口48772人，其中男性24959人，女性23813人；0—6岁人口5844人，其中男3021人，女2823人；识字率68.80%，其中男性为75.04%，女性为62.26%。